# Еджвуд (Іллінойс)
Еджвуд (англ. Edgewood) — селище (англ. village) в США, в окрузі Еффінґгем штату Іллінойс. Населення — 398 осіб (2020).

## Географія
Еджвуд розташований за координатами 38°55′19″ пн. ш. 88°39′51″ зх. д. / 38.92194° пн. ш. 88.66417° зх. д. (38.921865, -88.664076).  За даними Бюро перепису населення США в 2010 році селище мало площу 2,62 км², з яких 2,59 км² — суходіл та 0,03 км² — водойми.

## Демографія
Згідно з переписом 2010 року, у селищі мешкало 440 осіб у 199 домогосподарствах у складі 130 родин. Густота населення становила 168 осіб/км².  Було 225 помешкань (86/км²).
Расовий склад населення:
| - 97,0 % — білих - 1,6 % — азіатів |

До двох чи більше рас належало 1,4 %. Частка іспаномовних становила 1,6 % від усіх жителів.
За віковим діапазоном населення розподілялося таким чином: 17,5 % — особи молодші 18 років, 62,5 % — особи у віці 18—64 років, 20,0 % — особи у віці 65 років та старші. Медіана віку мешканця становила 45,3 року. На 100 осіб жіночої статі у селищі припадало 103,7 чоловіків;  на 100 жінок у віці від 18 років та старших — 98,4 чоловіків також старших 18 років.
Середній дохід на одне домашнє господарство  становив 45 701 долар США (медіана — 39 185), а середній дохід на одну сім'ю — 56 347 доларів (медіана — 53 750). Медіана доходів становила 38 269 доларів для чоловіків та 25 417 доларів для жінок. За межею бідності перебувало 7,8 % осіб, у тому числі 7,4 % дітей у віці до 18 років та 0,0 % осіб у віці 65 років та старших.
Цивільне працевлаштоване населення становило 243 особи. Основні галузі зайнятості: освіта, охорона здоров'я та соціальна допомога — 25,1 %, виробництво — 23,5 %, оптова торгівля — 9,5 %, мистецтво, розваги та відпочинок — 9,1 %.